# Ersatzkopf

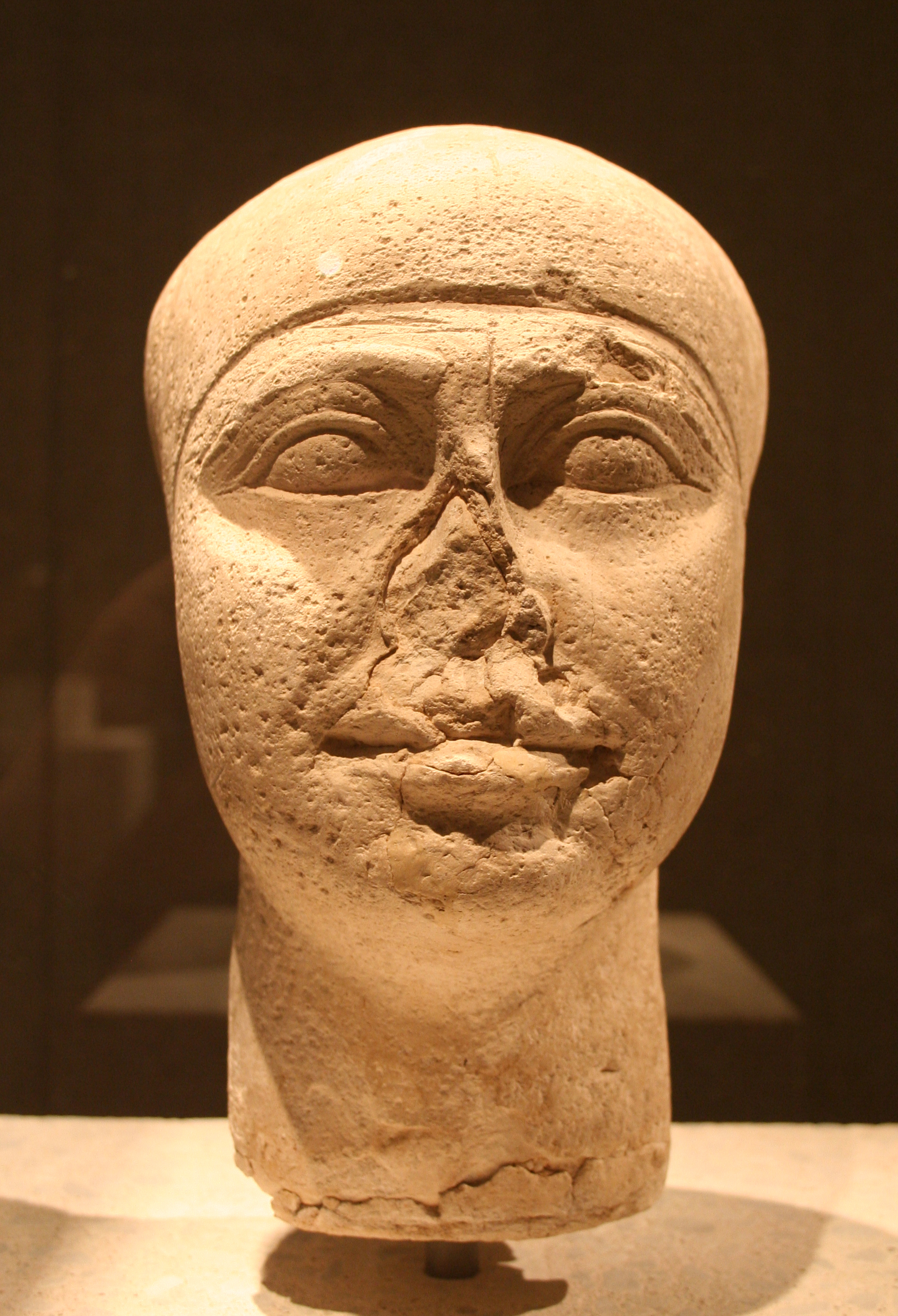
Der Ersatzkopf Berlin 16455

Als Ersatzkopf wird eine besondere Form der altägyptischen Skulptur bezeichnet, die ausschließlich während des Alten Reiches als Teil von Grabausstattungen verwendet wurde. Der Großteil der bekannten Ersatzköpfe entstand in der mittleren 4. Dynastie beginnend mit der Regierungszeit des Cheops.

## Bezeichnungen
In der wissenschaftlichen Literatur wird diese Objektgruppe unter zahlreichen Bezeichnungen geführt, von denen im deutschsprachigen Raum „Ersatzkopf“ die gebräuchlichste ist. Neben deren Äquivalent „Reservekopf“ finden sich aber auch gelegentlich Bezeichnungen wie „Portraitkopf“, „Bildniskopf“, „Seelenweiserkopf“, „Kopfbüste“, „Sonderkopf“ oder ganz allgemein „Kopf“. Im französischsprachigen Raum sind neben „tête de remplacement“ und „tête de réserve“ auch die Bezeichnungen „tête magique“ und „tête votive“ weit verbreitet, welche besonders den magischen Aspekt der Köpfe hervorheben. In der englischsprachigen Literatur dominiert die Bezeichnung „reserve head“, aber auch die Bezeichnung „magical head“ findet Verwendung.

## Zeitliche und räumliche Einordnung

Fundorte der Ersatzköpfe aus Gizeh (rot)

Das Vorkommen der Ersatzköpfe ist sowohl räumlich als auch zeitlich stark eingegrenzt. Ihr Verbreitungsgebiet beschränkt sich auf die memphitische Region und hier vor allem auf die Kernfriedhöfe der Nekropole von Gizeh (G 2100, G 2400, G 4000, G 7000 und Cemetery én echelon). Einzelne Exemplare stammen außerdem aus den Nekropolen von Abusir, Dahschur und eventuell Sakkara. Ihr erstmaliges Auftreten scheint in die Regierungszeit des Cheops zu fallen. Ein Kopf aus Dahschur wird häufig in die Zeit seines Vorgängers Snofru datiert, kann aber aufgrund seiner Fertigung (nicht ausgeführte Ohren) auch jüngeren Datums sein. Der Großteil der Köpfe wurde während der Regierungszeiten von Cheops und dessen unmittelbaren Nachfolgern Radjedef und Chephren angefertigt. Die jüngsten eindeutig als Ersatzköpfe anzusprechenden Stücke stammen aus der 5. Dynastie. Ein bislang unveröffentlichter Fund aus Lischt, der in die 12. Dynastie datiert, könnte eventuell den jüngsten bisher entdeckten Ersatzkopf darstellen.

## Charakteristika

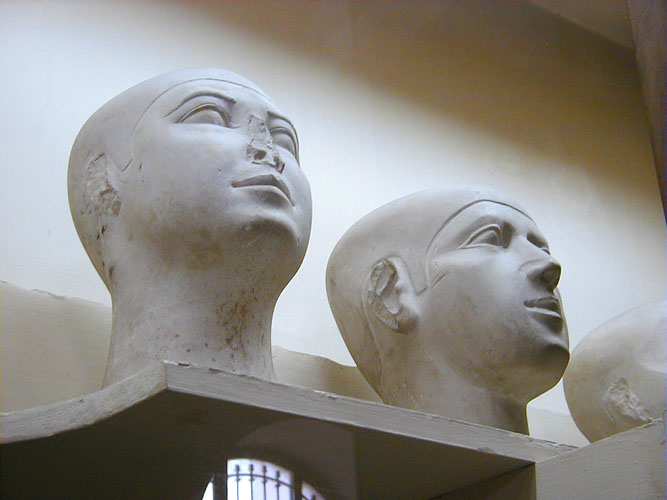
Zwei Ersatzköpfe auf einem Regal im Ägyptischen Museum, Kairo

Die Ersatzköpfe bilden in der Regel einen lebensgroßen menschlichen Kopf mit Hals ohne Schulteransatz ab. Der Hals schließt in einem flachen Standboden ab. Bevorzugtes Material war Kalkstein, aber auch Nilschlamm fand bei zwei Exemplaren Verwendung. Zwei jüngere Exemplare bestehen aus einer Gipsschale mit Kern. Einige Stücke weisen Reste einer ursprünglichen Bemalung auf. Typisch für die Ersatzköpfe sind folgende vier Merkmale, die entweder allein oder in Kombination auftreten können und bei keinem anderen Statuentyp des Alten Reichs vorkommen:
- Eine umlaufende Linie am Hals, kurz oberhalb der Standfläche.
- eine vom Scheitel bis zum Nacken verlaufende Rille.
- Eine Betonung des Haaransatzes durch nachträglich angebrachte Ritzungen
- Nicht vorhandene oder abgeschlagene Ohren. Die jüngeren Exemplare verzichten entweder ganz auf die Anbringung von Ohren oder besitzen Fassungen für gesonderte Ohren.

## Liste der bekannten Ersatzköpfe
Die genaue Zahl der bekannten Ersatzköpfe ist nur schwer zu ermitteln. Gegenwärtig lassen sich 33 Objekte eindeutig als Ersatzköpfe identifizieren. Hinzu kommen aber auch Stücke, bei denen nicht klar ist, ob sie tatsächlich als Ersatzkopf oder als Statuenkopf einzuordnen sind. Hinzu kommen einzelne Ohren, die entweder zu bereits bekannten oder zu unbekannten Ersatzköpfen gehören können. Die Ersatzköpfe verteilen sich auf folgende Museen:
- Nationalmuseum, Alexandria (Leihgabe aus Kairo)
- Phoebe A. Hearst Museum of Anthropology, Berkeley, Kalifornien
- Ägyptisches Museum, Berlin
- Museum of Fine Arts, Boston
- Ackland Art Museum, Chapel Hill, North Carolina
- Roemer- und Pelizaeus-Museum, Hildesheim
- Ägyptisches Museum, Kairo
- Petrie Museum of Egyptian Archaeology, London
- Metropolitan Museum of Art, New York
- San Antonio Museum of Art, San Antonio, Texas (Leihgabe aus Boston)
- Museum of Egyptian Antiquities, Swansea, Wales
- Kunsthistorisches Museum, Wien

| Bild                   | Fundort                                                       | Grabbesitzer    | Aufbewahrungsort                                                              | Datierung                         | Anmerkungen                                                      |
| ---------------------- | ------------------------------------------------------------- | --------------- | ----------------------------------------------------------------------------- | --------------------------------- | ---------------------------------------------------------------- |
|                        | Abusir, Mastaba des Kahotep beim Pyramidenbezirk des Niuserre | Kahotep         | Berlin, Ägyptisches Museum 16455                                              | 5. Dynastie (Niuserre)            |                                                                  |
|                        | Dahschur, Mastaba No. 5                                       |                 | Kairo, Ägyptisches Museum CG 519 Als Leihgabe im Nationalmuseum Alexandria    | 4. Dynastie (Snofru)              |                                                                  |
|                        | Gizeh, Westfeld, G 1203                                       | Kanefer         | Berkeley, Phoebe A. Hearst Museum of Anthropology 6-19767                     | 4. Dynastie (Cheops)              |                                                                  |
|                        | Gizeh, Westfeld, G 2110                                       | Nefer           | Boston, Museum of Fine Arts 06.1886                                           | 4. Dynastie (Chephren)            |                                                                  |
| collections.mfa.org    | Gizeh, Westfeld, G 2230                                       |                 | Boston, Museum of Fine Arts 39-2-7                                            |                                   | nur Augen und Stirn erhalten, Einordnung als Ersatzkopf unsicher |
|                        | Gizeh, Westfeld, G 4140                                       | Meritites       | Boston, Museum of Fine Arts 14.717                                            | 4. Dynastie (Cheops)              |                                                                  |
|                        | Gizeh, Westfeld, G 4140A                                      |                 | Kairo, Ägyptisches Museum JE 46217                                            | 4. Dynastie (Cheops)              |                                                                  |
|                        | Gizeh, Westfeld, westlich von G 4160                          |                 | Hildesheim, Roemer- und Pelizaeus-Museum 2158                                 | 4. Dynastie (Cheops)              |                                                                  |
|                        | Gizeh, Westfeld, G 4240                                       | Snofruseneb     | Kairo, Ägyptisches Museum JE 46215                                            | mittlere 4. bis frühe 5. Dynastie |                                                                  |
|                        | Gizeh, Westfeld, G 4260                                       |                 | Wien, Kunsthistorisches Museum 9290                                           | 4. Dynastie (Cheops)              |                                                                  |
|                        | Gizeh, Westfeld, G 4260                                       |                 | Hildesheim, Roemer- und Pelizaeus-Museum 2657                                 | 4. Dynastie (Cheops)              | nur zwei Ohren erhalten                                          |
|                        | Gizeh, Westfeld, G 4340                                       |                 | Kairo, Ägyptisches Museum JE 46218                                            | 4. Dynastie (Cheops oder später)  |                                                                  |
|                        | Gizeh, Westfeld, G 4350                                       |                 | Wien, Kunsthistorisches Museum 7787                                           | 4. Dynastie (Cheops)              | Spuren eines abgeschlagenen Ohres erkennbar                      |
|                        | Gizeh, Westfeld, G 4360                                       |                 | Kairo, Ägyptisches Museum ohne Nummer                                         | 4. Dynastie (Cheops, Chephren)    | nur linkes Ohr erhalten                                          |
|                        | Gizeh, Westfeld, G 4430                                       |                 | –                                                                             | 4. Dynastie (Chephren)            | nicht erhalten                                                   |
|                        | Gizeh, Westfeld, G 4440                                       |                 | Boston, Museum of Fine Arts 14.718                                            | 4. Dynastie (Cheops)              |                                                                  |
|                        | Gizeh, Westfeld, G 4440                                       |                 | Boston, Museum of Fine Arts 14.719                                            | 4. Dynastie (Cheops)              |                                                                  |
|                        | Gizeh, Westfeld, G 4460                                       |                 | Kairo, Ägyptisches Museum ohne Nummer                                         | 4. Dynastie (Cheops–Chephren)     |                                                                  |
|                        | Gizeh, Westfeld, G 4510A                                      |                 | Boston, Museum of Fine Arts 15-12-34                                          |                                   | nur rechtes Ohr erhalten                                         |
|                        | Gizeh, Westfeld, G 4540                                       |                 | Boston, Museum of Fine Arts 21.328                                            | 4. Dynastie (Cheops)              |                                                                  |
| gizapyramids.org       | Gizeh, Westfeld, G 4560                                       |                 | Kairo, Ägyptisches Museum JE 44974                                            | 4. Dynastie (Cheops)              |                                                                  |
|                        | Gizeh, Westfeld, zwischen G 4560 und G 4660                   |                 | Kairo, Ägyptisches Museum No. 19/11/24/5                                      | 4. Dynastie                       |                                                                  |
|                        | Gizeh, Westfeld, G 4620A                                      |                 | ?                                                                             | 5. Dynastie                       | nur linkes Ohr erhalten                                          |
|                        | Gizeh, Westfeld, G 4640A                                      |                 | Kairo, Ägyptisches Museum JE 46216                                            | 4. Dynastie (Cheops)              |                                                                  |
|                        | Gizeh, Westfeld, G 4650                                       | Iabtet          | Hildesheim, Roemer- und Pelizaeus-Museum 2384                                 | 4. Dynastie (Cheops–Chephren)     |                                                                  |
|                        | Gizeh, Westfeld, G 4710                                       |                 | Kairo, Ägyptisches Museum ohne Nummer                                         | 5. Dynastie                       | nur rechtes Ohr erhalten                                         |
|                        | Gizeh, Westfeld, G4840                                        |                 | Kairo, Ägyptisches Museum JE 44975                                            | 4./5. Dynastie                    |                                                                  |
|                        | Gizeh, Cemetery en echelon, G 4940                            | Seschemnefer I. | Boston, Museum of Fine Arts 31.329                                            | 4./5. Dynastie                    |                                                                  |
|                        | Gizeh, Cemetery en echelon, G 5020                            |                 | Kairo, Ägyptisches Museum JE 67569                                            | 4./5. Dynastie                    |                                                                  |
| gizapyramids.org       | Gizeh, Steindorff-Nekropole, D 38                             |                 | Kairo, Ägyptisches Museum JE 47838                                            | 4./5. Dynastie                    |                                                                  |
| collections.mfa.org    | Gizeh, Ostfriedhof, zwischen G 7650 und G 7660                |                 | Boston, Museum of Fine Arts 47.1716                                           | 4. Dynastie (Chephren)            |                                                                  |
| collections.mfa.org    | Gizeh, Ostfriedhof, G 7560B                                   |                 | Boston, Museum of Fine Arts 27.2010 Als Leihgabe im San Antonio Museum of Art | Ende 4. Dynastie                  |                                                                  |
|                        | Gizeh, Ostfriedhof, G 7560                                    |                 | New York, Metropolitan Museum of Art 48.156                                   | Ende 4. Dynastie                  |                                                                  |
|                        | Gizeh, Nähe Ostfriedhof                                       |                 | Kairo, Ägyptisches Museum JE 47838                                            | 4. Dynastie                       |                                                                  |
|                        | Gizeh, Central Field                                          |                 | Kairo, Ägyptisches Museum ohne Nummer                                         | 4. Dynastie (Chephren)            |                                                                  |
|                        | Sakkara, nahe dem Totentempel der Djedkare-Pyramide           |                 | Kairo, Ägyptisches Museum ohne Nummer                                         | Ende 6. Dynastie                  | Statuenkopf?                                                     |
| egypt.swan.ac.uk       | unbekannt (Region Memphis)                                    |                 | Swansea, Museum of Egyptian Antiquities W164                                  | 4. Dynastie                       |                                                                  |
|                        | unbekannt (wahrscheinlich Gizeh)                              |                 | Kairo, Ägyptisches Museum JE 89611                                            | 4. Dynastie                       |                                                                  |
| collection.ackland.org | unbekannt                                                     |                 | Ackland Art Museum 70.17.1                                                    | 4. Dynastie                       |                                                                  |
|                        | unbekannt (Gizeh?)                                            |                 | London, Petrie Museum UC 15988                                                | 4./5. Dynastie                    |                                                                  |
|                        | unbekannt                                                     |                 | Privatbesitz, Belgien                                                         | 5./6. Dynastie                    |                                                                  |